# The Cullinan
The Cullinan I + II (chinesisch 天璽 / 天玺, Pinyin Tiānxǐ, kantonesisch Tin1 saai2) sind mit 270 Metern und 68 Etagen zwei der höchsten Wolkenkratzer in Hongkong. Die Gebäude wurden 2008 fertiggestellt und gehören dem Union Square Complex an. Ein weiterer Bestandteil dieses Komplexes ist das International Commerce Centre, der höchste Wolkenkratzer in Hongkong mit 484 Metern.
Die nach dem Cullinan-Diamant benannten Gebäude dienen vor allem als Wohnraum. Die Kaufpreise der Wohnungen liegen aktuell (Stand November 2013) bei 32.000 Hongkong-Dollar pro Quadratfuß, das entspricht etwa 33.000 EUR pro Quadratmeter. Die beiden Penthäuser wurden schon während der Bauphase für etwa 30 Millionen Euro angeboten (was einem Quadratmeterpreis von etwa 70.000 Euro entspricht) und waren damit nach Einschätzung des Time-Magazins 2009 die teuersten Apartments der Welt.